# پاناژوتیس ولاکودیموس
پاناژوتیس ولاکودیموس (انگلیسی: Panagiotis Vlachodimos؛ زادهٔ ۱۲ اکتبر ۱۹۹۱) بازیکن فوتبال اهل یونان است.
از باشگاه‌هایی که در آن بازی کرده‌است می‌توان به باشگاه فوتبال آگسبورگ، باشگاه فوتبال المپیاکوس، باشگاه فوتبال پاناتینایکوس، باشگاه فوتبال نیم المپیک، و باشگاه فوتبال اشتوتگارت اشاره کرد.
وی همچنین در تیم‌های ملی فوتبال Greece national under-19 football team و زیر ۲۱ سال یونان بازی کرده‌است.